# Serie A2 2020-2021 (pallavolo femminile)
La Serie A2 2020-2021 si è svolta dal 19 settembre 2020 al 29 maggio 2021: al torneo hanno partecipato diciannove squadre di club italiane femminili.

## Regolamento

### Formula
Le diciannove squadre, suddivise in un girone da nove e uno da dieci (girone est e girone ovest) sulla base di criteri di vicinanza geografica, hanno disputato un girone all'italiana, con gare di andata e ritorno, per un totale di diciotto giornate; al termine della regular season:
- Le prime cinque classificate di ogni girone hanno acceduto alla pool promozione.
- Le ultime quattro classificate del girone est e le ultime cinque classificate del girone ovest hanno acceduto alla pool salvezza.

Entrambe le pool sono strutturate in gironi all'italiana, con gare di andata e ritorno, dove le squadre hanno sfidato solamente le formazioni non incontrate nella regular season per un totale di ulteriori 10 giornate, non ripetendo le sfide con le squadre della stessa pool incontrate nella regular season ma mantenendo tutti i punti in classifica ottenuti dagli incontri già disputati nella prima fase; 
Nella pool promozione le formazioni inserite nel girone est che, avendo dovuto osservare due turni di riposo, hanno disputato due partite in meno di quelle del girone ovest, hanno visto il proprio punteggio riparametrato in funzione del quoziente punti/gare giocate ottenuto al termine della regular season, mentre nella pool salvezza le formazioni del girone ovest hanno osservato due giornate di riposo compensando il maggior numero di partite disputate nella prima fase del campionato.
Al termine della seconda fase:
- La prima classificata del pool promozione è promossa in Serie A1.
- Le classificate dal secondo all'ottavo posto nel pool promozione e la prima classificata nel pool salvezza hanno acceduto ai play-off promozione, strutturati in quarti di finale, giocati con gara di andata e ritorno (in caso di parità di punti, coi punteggi di 3-0 e 3-1 sono stati assegnati 3 punti alla squadra vincente e 0 a quella perdente, col punteggio di 3-2 sono stati assegnati 2 punti alla squadra vincente e 1 a quella perdente, viene disputato un golden set), semifinali e finale, giocati al meglio di due vittorie su tre gare, con gara-1 ed eventuale spareggio in casa della migliore classificata: la vincitrice è promossa in Serie A1.
- Se il distacco fra l'ultima e la penultima classificata del pool salvezza è stato inferiore o pari ad un punto, è stato disputato un play-out salvezza; la perdente è retrocessa in Serie B1;
- Se il distacco fra l'ultima e la penultima classificata del pool salvezza è stato superiore a un punto, l'ultima classificata è retrocessa in Serie B1[3].

### Criteri di classifica
Se il risultato finale è stato di 3-0 o 3-1 sono stati assegnati 3 punti alla squadra vincente e 0 a quella sconfitta, se il risultato finale è stato di 3-2 sono stati assegnati 2 punti alla squadra vincente e 1 a quella sconfitta.
L'ordine del posizionamento in classifica è stato definito in base a:
- Punti;
- Numero di partite vinte;
- Ratio dei set vinti/persi;
- Ratio dei punti realizzati/subiti.

Per la sola pool promozione, dove il numero di partite giocate dalle squadre è diverso, il secondo criterio per l'ordine di posizionamento in classifica non è il numero di partite vinte ma la percentuale di partite vinte sulle partite giocate.

## Squadre partecipanti
Delle squadre aventi il diritto di partecipazione:
- La Trentino Rosa è stata ripescata in Serie A1[4].
- La Due Principati ha ceduto il titolo sportivo alla Megavolley, la quale è stata ammessa in Serie A2[5].

Per volere della FIPAV il Club Italia è stato ammesso in Serie A2.

### Girone est
| Club                 | Stagione | Città                     | Impianto               | Stagione precedente                              |
| -------------------- | -------- | ------------------------- | ---------------------- | ------------------------------------------------ |
| Adolfo Consolini     | dettagli | San Giovanni in Marignano | Palazzetto dello Sport | 1ª in Serie A2 (girone A); 2ª in pool promozione |
| Cutrofiano           | dettagli | Cutrofiano                | PalaCesari             | 7ª in Serie A2 (girone A); 3ª in pool salvezza   |
| Helvia Recina        | dettagli | Macerata                  | PalaFontescodella      | 7ª in Serie A2 (girone B); 1ª in pool salvezza   |
| Libertas Martignacco | dettagli | Martignacco               | Palazzetto dello sport | 4ª in Serie A2 (girone A); 9ª in pool promozione |
| Megavolley           | dettagli | Vallefoglia               | PalaDionigi            | 2ª in Serie B1 (girone C)                        |
| Montecchio Maggiore  | dettagli | Montecchio Maggiore       | PalaCollodi            | 6ª in Serie A2 (girone B); 2ª in pool salvezza   |
| Olimpia Teodora      | dettagli | Ravenna                   | PalaCosta              | 3ª in Serie A2 (girone B); 4ª in pool promozione |
| Soverato             | dettagli | Soverato                  | PalaScoppa             | 2ª in Serie A2 (girone A); 3ª in pool promozione |
| Talmassons           | dettagli | Talmassons                | Palestra comunale      | 8ª in Serie A2 (girone A); 8ª in pool salvezza   |

### Girone ovest
| Club             | Stagione | Città               | Impianto                      | Stagione precedente                               |
| ---------------- | -------- | ------------------- | ----------------------------- | ------------------------------------------------- |
| Academy Sassuolo | dettagli | Sassuolo            | Palestra Santissima Consolata | 10ª in Serie A2 (girone A); 10ª in pool salvezza  |
| Club Italia      | dettagli | Roma                | Centro Pavesi                 | 6 in Serie A2 (girone A); 4ª in pool salvezza     |
| CUS Torino       | dettagli | Torino              | PalaRuffini                   | 5ª in Serie A2 (girone B); 8ª in pool promozione  |
| Futura Giovani   | dettagli | Busto Arsizio       | Palazzetto San Luigi          | 4ª in Serie A2 (girone B); 7ª in pool promozione  |
| Hermaea          | dettagli | Olbia               | Geopalace                     | 5ª in Serie A2 (girone A); 10ª in pool promozione |
| Marsala          | dettagli | Marsala             | PalaBellina                   | 10ª in Serie A2 (girone B); 9ª in pool salvezza   |
| Mondovì          | dettagli | Mondovì             | PalaManera                    | 2ª in Serie A2 (girone B); 5ª in pool promozione  |
| Montale          | dettagli | Castelnuovo Rangone | Palestra Magagni              | 9ª in Serie A2 (girone A); 6ª in pool salvezza    |
| Pinerolo         | dettagli | Pinerolo            | Palazzetto dello sport        | 3ª in Serie A2 (girone A); 6ª in pool promozione  |
| Roma Club        | dettagli | Roma                | PalaFonte                     | 8ª in Serie A2 (girone B); 7ª in pool salvezza    |

## Torneo

### Regular season

#### Girone est

##### Risultati
| Prima giornata |                                      |                 |                                   |
|                |                                      |                 |                                   |
| Riposa:        | Olimpia Teodora                      | Olimpia Teodora | Olimpia Teodora                   |
| 20-09          | Montecchio Maggiore - Cutrofiano     | 2-3             | 25-22, 28-26, 23-25, 23-25, 8-15  |
| 20-09          | Talmassons - Adolfo Consolini        | 2-3             | 22-25, 20-25, 25-17, 25-20, 13-15 |
| 20-09          | Helvia Recina - Libertas Martignacco | 3-0             | 27-25, 25-15, 25-19               |
| 19-09          | Soverato - Megavolley                | 1-3             | 25-20, 19-25, 12-25, 20-25        |

| Seconda giornata |                                  |            |                            |
|                  |                                  |            |                            |
| Riposa:          | Talmassons                       | Talmassons | Talmassons                 |
| 27-09            | Libertas Martignacco - Soverato  | 1-3        | 25-19, 18-25, 22-25, 23-25 |
| 27-09            | Adolfo Consolini - Helvia Recina | 3-0        | 25-18, 25-21, 25-20        |
| 27-09            | Megavolley - Montecchio Maggiore | 3-0        | 25-21, 25-23, 25-23        |
| 27-09            | Cutrofiano - Olimpia Teodora     | 3-1        | 25-19, 25-14, 11-25, 25-20 |

| Terza giornata |                                         |               |                                  |
|                |                                         |               |                                  |
| Riposa:        | Helvia Recina                           | Helvia Recina | Helvia Recina                    |
| 04-10          | Montecchio Maggiore - Talmassons        | 1-3           | 15-25, 27-25, 18-25, 21-25       |
| 04-10          | Libertas Martignacco - Adolfo Consolini | 2-3           | 25-21, 28-26, 28-30, 17-25, 8-15 |
| 04-10          | Olimpia Teodora - Soverato              | 3-1           | 25-17, 25-16, 14-25, 25-17       |
| 04-10          | Cutrofiano - Megavolley                 | 3-0           | 25-22, 25-18, 25-22              |

| Quarta giornata |                                        |            |                                  |
|                 |                                        |            |                                  |
| Riposa:         | Cutrofiano                             | Cutrofiano | Cutrofiano                       |
| 11-10           | Talmassons - Olimpia Teodora           | 1-3        | 19-25, 15-25, 25-21, 23-25       |
| 11-10           | Adolfo Consolini - Montecchio Maggiore | 3-0        | 26-24, 28-26, 25-18              |
| 11-10           | Megavolley - Libertas Martignacco      | 3-2        | 25-18, 23-25, 22-25, 25-22, 15-9 |
| 11-10           | Soverato - Helvia Recina               | 3-2        | 12-25, 26-24, 25-20, 18-25, 15-8 |

| Quinta giornata |                                   |                  |                                   |
|                 |                                   |                  |                                   |
| Riposa:         | Adolfo Consolini                  | Adolfo Consolini | Adolfo Consolini                  |
| 14-10           | Montecchio Maggiore - Soverato    | 0-3              | 17-25, 19-25, 20-25               |
| 14-10           | Olimpia Teodora - Megavolley      | 0-3              | 22-25, 16-25, 15-25               |
| 15-10           | Helvia Recina - Talmassons        | 3-2              | 28-26, 13-25, 25-20, 23-25, 15-13 |
| 14-10           | Libertas Martignacco - Cutrofiano | 0-3              | 20-25, 23-25, 22-25               |

| Sesta giornata |                                      |            |                                   |
|                |                                      |            |                                   |
| Riposa:        | Megavolley                           | Megavolley | Megavolley                        |
| 18-10          | Montecchio Maggiore - L. Martignacco | 3-2        | 25-22, 15-25, 16-25, 25-19, 15-8  |
| 18-10          | Cutrofiano - Talmassons              | 3-2        | 25-19, 25-21, 23-25, 19-25, 15-12 |
| 18-10          | Helvia Recina - Olimpia Teodora      | 1-3        | 17-25, 26-28, 25-22, 23-25        |
| 18-10          | Soverato - Adolfo Consolini          | 3-0        | 25-16, 25-20, 25-17               |

| Settima giornata |                                       |                      |                            |
|                  |                                       |                      |                            |
| Riposa:          | Libertas Martignacco                  | Libertas Martignacco | Libertas Martignacco       |
| 25-10            | Talmassons - Soverato                 | 3-0                  | 25-21, 25-14, 25-21        |
| 25-10            | Olimpia Teodora - Montecchio Maggiore | 3-1                  | 25-19, 23-25, 25-23, 25-23 |
| 25-10            | Megavolley - Adolfo Consolini         | 3-1                  | 25-20, 25-22, 22-25, 25-20 |
| 25-10            | Cutrofiano - Helvia Recina            | 3-1                  | 25-19, 25-20, 26-28, 25-20 |

| Ottava giornata |                                    |                     |                                  |
|                 |                                    |                     |                                  |
| Riposa:         | Montecchio Maggiore                | Montecchio Maggiore | Montecchio Maggiore              |
| 01-11           | Libertas Martignacco - Talmassons  | 3-0                 | 25-21, 25-21, 26-24              |
| 01-11           | Adolfo Consolini - Olimpia Teodora | 2-3                 | 26-24, 25-22, 22-25, 14-25, 8-15 |
| 01-11           | Megavolley - Helvia Recina         | 1-3                 | 25-19, 16-25, 22-25, 26-28       |
| 01-11           | Soverato - Cutrofiano              | 3-0                 | 25-21, 26-24, 25-18              |

| Nona giornata |                                        |          |                                   |
|               |                                        |          |                                   |
| Riposa:       | Soverato                               | Soverato | Soverato                          |
| 08-11         | Talmassons - Megavolley                | 2-3      | 21-25, 29-27, 20-25, 25-22, 12-15 |
| 08-11         | Olimpia Teodora - Libertas Martignacco | 2-3      | 25-15, 25-27, 21-25, 25-17, 12-15 |
| 28-12         | Helvia Recina - Montecchio Maggiore    | 3-0      | 25-23, 25-19, 25-21               |
| 08-11         | Cutrofiano - Adolfo Consolini          | 3-0      | 25-12, 28-26, 30-28               |

| Decima giornata |                                      |                 |                                  |
|                 |                                      |                 |                                  |
| Riposa:         | Olimpia Teodora                      | Olimpia Teodora | Olimpia Teodora                  |
| 30-12           | Cutrofiano - Montecchio Maggiore     | 3-1             | 22-25, 25-16, 25-18, 25-18       |
| 15-11           | Adolfo Consolini - Talmassons        | 2-3             | 27-29, 22-25, 26-24, 25-13, 6-15 |
| 15-11           | Libertas Martignacco - Helvia Recina | 3-1             | 25-23, 25-22, 18-25, 25-21       |
| 15-11           | Megavolley - Soverato                | 2-3             | 23-25, 25-21, 25-20, 20-25, 9-15 |

| Undicesima giornata |                                  |            |                                   |
|                     |                                  |            |                                   |
| Riposa:             | Talmassons                       | Talmassons | Talmassons                        |
| 22-11               | Soverato - Libertas Martignacco  | 3-2        | 25-23, 25-17, 23-25, 24-26, 15-8  |
| 13-01               | Helvia Recina - Adolfo Consolini | 3-2        | 23-25, 25-16, 25-23, 17-25, 15-11 |
| 22-11               | Montecchio Maggiore - Megavolley | 0-3        | 18-25, 9-25, 23-25                |
| 22-11               | Olimpia Teodora - Cutrofiano     | 1-3        | 25-22, 19-25, 21-25, 25-27        |

| Dodicesima giornata |                                         |               |                            |
|                     |                                         |               |                            |
| Riposa:             | Helvia Recina                           | Helvia Recina | Helvia Recina              |
| 29-11               | Talmassons - Montecchio Maggiore        | 3-1           | 25-23, 15-25, 25-16, 25-20 |
| 29-11               | Adolfo Consolini - Libertas Martignacco | 3-1           | 23-25, 28-26, 25-16, 25-13 |
| 29-11               | Soverato - Olimpia Teodora              | 3-0           | 25-18, 25-18, 25-22        |
| 29-11               | Megavolley - Cutrofiano                 | 3-1           | 25-18, 25-20, 21-25, 25-20 |

| Tredicesima giornata |                                        |            |                            |
|                      |                                        |            |                            |
| Riposa:              | Cutrofiano                             | Cutrofiano | Cutrofiano                 |
| 06-12                | Olimpia Teodora - Talmassons           | 3-0        | 25-20, 25-22, 25-12        |
| 05-12                | Montecchio Maggiore - Adolfo Consolini | 0-3        | 23-25, 23-25, 21-25        |
| 05-12                | Libertas Martignacco - Megavolley      | 1-3        | 25-23, 18-25, 21-25, 23-25 |
| 17-02                | Helvia Recina - Soverato               | 3-1        | 25-18, 26-28, 25-9, 25-17  |

| Quattordicesima giornata |                                   |                  |                            |
|                          |                                   |                  |                            |
| Riposa:                  | Adolfo Consolini                  | Adolfo Consolini | Adolfo Consolini           |
| 14-02                    | Soverato - Montecchio Maggiore    | 3-0              | 28-26, 25-16, 25-18        |
| 10-01                    | Megavolley - Olimpia Teodora      | 3-1              | 25-22, 25-21, 21-25, 25-22 |
| 10-01                    | Talmassons - Helvia Recina        | 1-3              | 24-26, 17-25, 25-22, 22-25 |
| 10-01                    | Cutrofiano - Libertas Martignacco | 1-3              | 25-22, 22-25, 16-25, 17-25 |

| Quindicesima giornata |                                      |            |                                   |
|                       |                                      |            |                                   |
| Riposa:               | Megavolley                           | Megavolley | Megavolley                        |
| 13-12                 | Libertas Martignacco - Montecchio M. | 3-1        | 23-25, 25-20, 25-20, 25-19        |
| 13-12                 | Talmassons - Cutrofiano              | 0-3        | 14-25, 17-25, 21-25               |
| 20-01                 | Olimpia Teodora - Helvia Recina      | 2-3        | 25-18, 16-25, 19-25, 25-14, 10-15 |
| 13-12                 | Adolfo Consolini - Soverato          | 3-1        | 25-23, 25-16, 23-25, 25-17        |

| Sedicesima giornata |                                       |                      |                                   |
|                     |                                       |                      |                                   |
| Riposa:             | Libertas Martignacco                  | Libertas Martignacco | Libertas Martignacco              |
| 19-12               | Soverato - Talmassons                 | 3-1                  | 25-17, 17-25, 25-17, 25-17        |
| 20-12               | Montecchio Maggiore - Olimpia Teodora | 0-3                  | 21-25, 25-27, 20-25               |
| 20-12               | Adolfo Consolini - Megavolley         | 1-3                  | 21-25, 25-20, 18-25, 22-25        |
| 05-01               | Helvia Recina - Cutrofiano            | 3-2                  | 25-20, 24-26, 25-19, 11-25, 15-12 |

| Diciassettesima giornata |                                    |                     |                                   |
|                          |                                    |                     |                                   |
| Riposa:                  | Montecchio Maggiore                | Montecchio Maggiore | Montecchio Maggiore               |
| 17-01                    | Talmassons - Libertas Martignacco  | 1-3                 | 22-25, 21-25, 25-23, 23-25        |
| 17-01                    | Olimpia Teodora - Adolfo Consolini | 1-3                 | 25-22, 11-25, 22-25, 18-25        |
| 17-01                    | Helvia Recina - Megavolley         | 3-2                 | 19-25, 25-20, 17-25, 27-25, 15-10 |
| 19-02                    | Cutrofiano - Soverato              | 3-1                 | 25-22, 25-21, 18-25, 26-24        |

| Diciottesima giornata |                                        |          |                                   |
|                       |                                        |          |                                   |
| Riposa:               | Soverato                               | Soverato | Soverato                          |
| 24-01                 | Megavolley - Talmassons                | 3-0      | 25-14, 25-18, 25-19               |
| 24-01                 | Libertas Martignacco - Olimpia Teodora | 1-3      | 25-18, 17-25, 25-27, 20-25        |
| 31-01                 | Montecchio Maggiore - Helvia Recina    | 0-3      | 22-25, 23-25, 27-29               |
| 24-01                 | Adolfo Consolini - Cutrofiano          | 3-2      | 23-25, 25-20, 25-18, 17-25, 15-11 |

##### Classifica
| Pos. | Squadra              | Pt | G  | V  | P  | SV | SP | Ratio | PF    | PS    | Ratio |
| ---- | -------------------- | -- | -- | -- | -- | -- | -- | ----- | ----- | ----- | ----- |
| 1.   | Megavolley           | 36 | 16 | 12 | 4  | 41 | 22 | 1,864 | 1 459 | 1 317 | 1,108 |
| 2.   | Cutrofiano           | 33 | 16 | 11 | 5  | 39 | 24 | 1,625 | 1 432 | 1 352 | 1,059 |
| 3.   | Helvia Recina        | 29 | 16 | 11 | 5  | 38 | 28 | 1,357 | 1 466 | 1 419 | 1,033 |
| 4.   | Soverato             | 27 | 16 | 10 | 6  | 35 | 26 | 1,346 | 1 331 | 1 309 | 1,017 |
| 5.   | Adolfo Consolini     | 27 | 16 | 9  | 7  | 35 | 30 | 1,167 | 1 442 | 1 413 | 1,021 |
| 6.   | Olimpia Teodora      | 25 | 16 | 8  | 8  | 32 | 31 | 1,032 | 1 389 | 1 364 | 1,018 |
| 7.   | Libertas Martignacco | 21 | 16 | 6  | 10 | 30 | 36 | 0,833 | 1 430 | 1 495 | 0,957 |
| 8.   | Talmassons           | 15 | 16 | 4  | 12 | 24 | 40 | 0,600 | 1 354 | 1 439 | 0,941 |
| 9.   | Montecchio Maggiore  | 3  | 16 | 1  | 15 | 10 | 47 | 0,213 | 1 188 | 1 383 | 0,859 |

      Qualificata alla pool promozione.
      Qualificata alla pool salvezza.

#### Girone ovest

##### Risultati
| Prima giornata |                                   |     |                                   |
|                |                                   |     |                                   |
| 20-09          | CUS Torino - Mondovì              | 3-2 | 25-17, 22-25, 22-25, 25-20, 15-8  |
| 20-09          | Futura Giovani - Academy Sassuolo | 2-3 | 25-22, 28-26, 18-25, 21-25, 13-15 |
| 20-09          | Roma Club - Pinerolo              | 3-1 | 18-25, 25-14, 25-22, 25-18        |
| 20-09          | Montale - Club Italia             | 1-3 | 23-25, 22-25, 25-21, 23-25        |
| 20-09          | Hermaea - Marsala                 | 2-3 | 25-22, 18-25, 25-27, 25-23, 10-15 |

| Seconda giornata |                               |     |                                   |
|                  |                               |     |                                   |
| 27-09            | Pinerolo - Montale            | 3-1 | 25-17, 25-22, 13-25, 25-22        |
| 27-09            | Mondovì - Hermaea             | 3-2 | 24-26, 25-22, 23-25, 25-21, 15-7  |
| 27-09            | Club Italia - Futura Giovani  | 2-3 | 25-23, 20-25, 16-25, 25-22, 11-15 |
| 27-09            | Academy Sassuolo - CUS Torino | 3-1 | 23-25, 25-18, 25-16, 25-21        |
| 27-09            | Marsala - Roma Club           | 1-3 | 24-26, 25-22, 19-25, 21-25        |

| Terza giornata |                              |     |                                   |
|                |                              |     |                                   |
| 04-10          | CUS Torino - Futura Giovani  | 3-1 | 25-23, 14-25, 25-21, 25-22        |
| 27-01          | Club Italia - Mondovì        | 1-3 | 25-27, 26-28, 25-20, 19-25        |
| 04-10          | Roma Club - Academy Sassuolo | 3-0 | 25-17, 25-22, 25-23               |
| 03-10          | Montale - Marsala            | 0-3 | 14-25, 20-25, 21-25               |
| 04-10          | Pinerolo - Hermaea           | 3-2 | 23-25, 29-27, 15-25, 25-22, 24-22 |

| Quarta giornata |                             |     |                                  |
|                 |                             |     |                                  |
| 11-10           | Mondovì - Roma Club         | 3-1 | 25-23, 25-21, 21-25, 25-22       |
| 11-10           | Futura Giovani - Montale    | 3-0 | 25-18, 25-18, 30-28              |
| 11-10           | Academy Sassuolo - Pinerolo | 3-0 | 25-23, 25-19, 25-19              |
| 25-11           | Hermaea - Club Italia       | 3-0 | 25-22, 25-15, 25-18              |
| 11-10           | Marsala - CUS Torino        | 3-2 | 25-21, 25-22, 24-26, 22-25, 15-9 |

| Quinta giornata |                                |     |                                   |
|                 |                                |     |                                   |
| 14-10           | Pinerolo - Mondovì             | 3-2 | 25-21, 19-25, 12-25, 25-20, 15-9  |
| 14-10           | CUS Torino - Roma Club         | 1-3 | 19-25, 25-19, 21-25, 26-28        |
| 15-10           | Futura Giovani - Marsala       | 1-3 | 16-25, 25-15, 27-29, 24-26        |
| 14-10           | Club Italia - Academy Sassuolo | 1-3 | 16-25, 19-25, 25-23, 22-25        |
| 14-10           | Montale - Hermaea              | 2-3 | 29-27, 21-25, 25-15, 22-25, 10-15 |

| Sesta giornata |                            |     |                            |
|                |                            |     |                            |
| 18-10          | Pinerolo - Club Italia     | 3-0 | 25-23, 25-20, 25-19        |
| 17-10          | Mondovì - Marsala          | 3-1 | 19-25, 25-16, 25-17, 25-22 |
| 18-10          | Roma Club - Futura Giovani | 3-1 | 11-25, 25-19, 25-18, 25-17 |
| 08-12          | Montale - CUS Torino       | 1-3 | 23-25, 29-31, 25-17, 15-25 |
| 18-10          | Hermaea - Academy Sassuolo | 3-0 | 25-22, 25-23, 30-28        |

| Settima giornata |                            |     |                                   |
|                  |                            |     |                                   |
| 20-12            | CUS Torino - Club Italia   | 3-2 | 22-25, 25-23, 26-24, 15-25, 15-12 |
| 27-01            | Futura Giovani - Hermaea   | 3-1 | 17-25, 25-15, 25-23, 25-15        |
| 04-01            | Roma Club - Montale        | 3-1 | 23-25, 25-16, 25-20, 25-16        |
| 25-10            | Academy Sassuolo - Mondovì | 1-3 | 21-25, 16-25, 25-23, 21-25        |
| 05-01            | Marsala - Pinerolo         | 3-0 | 25-20, 25-17, 25-22               |

| Ottava giornata |                            |     |                            |
|                 |                            |     |                            |
| 26-12           | Pinerolo - CUS Torino      | 3-0 | 25-21, 25-18, 25-11        |
| 26-12           | Mondovì - Futura Giovani   | 3-0 | 25-23, 25-15, 25-22        |
| 31-01           | Club Italia - Marsala      | 3-0 | 27-25, 25-10, 25-21        |
| 26-12           | Academy Sassuolo - Montale | 3-0 | 25-16, 25-18, 25-23        |
| 13-01           | Hermaea - Roma Club        | 1-3 | 11-25, 28-26, 15-25, 14-25 |

| Nona giornata |                            |     |                                   |
|               |                            |     |                                   |
| 29-12         | CUS Torino - Hermaea       | 0-3 | 14-25, 21-25, 22-25               |
| 15-11         | Futura Giovani - Pinerolo  | 2-3 | 15-25, 22-25, 25-14, 26-24, 11-15 |
| 08-12         | Roma Club - Club Italia    | 3-0 | 25-17, 25-21, 25-20               |
| 30-12         | Montale - Mondovì          | 3-2 | 19-25, 25-21, 25-21, 22-25, 15-12 |
| 12-01         | Marsala - Academy Sassuolo | 3-2 | 25-22, 23-25, 17-25, 25-18, 15-6  |

| Decima giornata |                                   |     |                                   |
|                 |                                   |     |                                   |
| 06-01           | Mondovì - CUS Torino              | 3-0 | 25-22, 25-23, 25-22               |
| 30-12           | Academy Sassuolo - Futura Giovani | 0-3 | 18-25, 16-25, 22-25               |
| 28-02           | Pinerolo - Roma Club              | 3-2 | 26-24, 25-19, 19-25, 25-27, 15-11 |
| 16-12           | Club Italia - Montale             | 3-0 | 25-17, 26-24, 25-20               |
| 15-11           | Marsala - Hermaea                 | 3-0 | 25-20, 25-20, 25-17               |

| Undicesima giornata |                               |     |                                   |
|                     |                               |     |                                   |
| 24-02               | Montale - Pinerolo            | 1-3 | 30-28, 21-25, 12-25, 21-25        |
| 31-01               | Hermaea - Mondovì             | 2-3 | 25-21, 23-25, 25-16, 23-25, 13-15 |
| 22-11               | Futura Giovani - Club Italia  | 3-1 | 25-13, 24-26, 25-18, 25-18        |
| 22-11               | CUS Torino - Academy Sassuolo | 3-1 | 25-22, 18-25, 28-26, 25-23        |
| 23-11               | Roma Club - Marsala           | 3-1 | 25-21, 20-25, 25-19, 25-20        |

| Dodicesima giornata |                              |     |                            |
|                     |                              |     |                            |
| 29-11               | Futura Giovani - CUS Torino  | 3-1 | 25-23, 26-28, 25-17, 25-16 |
| 13-01               | Mondovì - Club Italia        | 3-1 | 25-27, 25-18, 25-16, 25-21 |
| 29-11               | Academy Sassuolo - Roma Club | 3-1 | 25-17, 25-22, 22-25, 25-21 |
| 20-01               | Marsala - Montale            | 3-1 | 25-20, 17-25, 25-23, 25-23 |
| 29-11               | Hermaea - Pinerolo           | 0-3 | 23-25, 26-28, 20-25        |

| Tredicesima giornata |                             |     |                                   |
|                      |                             |     |                                   |
| 05-12                | Roma Club - Mondovì         | 2-3 | 25-14, 25-20, 22-25, 15-25, 9-15  |
| 05-12                | Montale - Futura Giovani    | 1-3 | 15-25, 14-25, 25-17, 12-25        |
| 05-12                | Pinerolo - Academy Sassuolo | 3-2 | 25-15, 25-15, 18-25, 25-27, 15-9  |
| 05-12                | Club Italia - Hermaea       | 3-2 | 22-25, 25-23, 15-25, 30-28, 15-12 |
| 05-12                | CUS Torino - Marsala        | 0-3 | 23-25, 23-25, 22-25               |

| Quattordicesima giornata |                                |     |                                   |
|                          |                                |     |                                   |
| 09-01                    | Mondovì - Pinerolo             | 3-2 | 20-25, 25-23, 14-25, 25-17, 15-12 |
| 09-01                    | Roma Club - CUS Torino         | 3-0 | 25-23, 25-13, 25-18               |
| 09-12                    | Marsala - Futura Giovani       | 3-1 | 25-23, 19-25, 25-20, 25-21        |
| 09-01                    | Academy Sassuolo - Club Italia | 3-1 | 26-28, 25-19, 25-21, 25-23        |
| 09-01                    | Hermaea - Montale              | 3-2 | 21-25, 21-25, 25-18, 25-21, 15-13 |

| Quindicesima giornata |                            |     |                                   |
|                       |                            |     |                                   |
| 13-12                 | Club Italia - Pinerolo     | 1-3 | 28-26, 11-25, 17-25, 23-25        |
| 13-12                 | Marsala - Mondovì          | 0-3 | 18-25, 22-25, 19-25               |
| 12-12                 | Futura Giovani - Roma Club | 0-3 | 26-28, 21-25, 19-25               |
| 13-12                 | CUS Torino - Montale       | 2-3 | 17-25, 21-25, 25-23, 25-20, 14-16 |
| 13-12                 | Academy Sassuolo - Hermaea | 3-0 | 25-20, 25-17, 25-23               |

| Sedicesima giornata |                            |     |                     |
|                     |                            |     |                     |
| 20-01               | Club Italia - CUS Torino   | 3-0 | 25-15, 25-19, 25-17 |
| 20-12               | Hermaea - Futura Giovani   | 0-3 | 21-25, 22-25, 25-27 |
| 20-12               | Montale - Roma Club        | 0-3 | 17-25, 22-25, 24-26 |
| 20-12               | Mondovì - Academy Sassuolo | 3-0 | 25-19, 26-24, 25-20 |
| 19-12               | Pinerolo - Marsala         | 3-0 | 25-23, 25-21, 29-27 |

| Diciassettesima giornata |                            |     |                            |
|                          |                            |     |                            |
| 16-01                    | CUS Torino - Pinerolo      | 0-3 | 19-25, 19-25, 20-25        |
| 17-01                    | Futura Giovani - Mondovì   | 1-3 | 24-26, 25-27, 25-23, 18-25 |
| 17-01                    | Marsala - Club Italia      | 3-0 | 25-22, 25-18, 26-24        |
| 17-01                    | Montale - Academy Sassuolo | 1-3 | 25-22, 20-25, 22-25, 22-25 |
| 17-01                    | Roma Club - Hermaea        | 3-1 | 25-18, 28-30, 25-20, 25-12 |

| Diciottesima giornata |                            |     |                                   |
|                       |                            |     |                                   |
| 24-01                 | Hermaea - CUS Torino       | 1-3 | 25-21, 21-25, 23-25, 19-25        |
| 21-02                 | Pinerolo - Futura Giovani  | 3-2 | 22-25, 25-16, 25-22, 23-25, 15-13 |
| 24-01                 | Club Italia - Roma Club    | 0-3 | 20-25, 24-26, 25-27               |
| 23-01                 | Mondovì - Montale          | 3-1 | 25-23, 20-25, 25-14, 25-16        |
| 24-01                 | Academy Sassuolo - Marsala | 1-3 | 29-27, 20-25, 24-26, 17-25        |

##### Classifica
| Pos. | Squadra          | Pt | G  | V  | P  | SV | SP | Ratio | PF    | PS    | Ratio |
| ---- | ---------------- | -- | -- | -- | -- | -- | -- | ----- | ----- | ----- | ----- |
| 1.   | Mondovì          | 44 | 18 | 15 | 3  | 51 | 24 | 2,125 | 1 696 | 1 569 | 1,080 |
| 2.   | Roma Club        | 44 | 18 | 14 | 4  | 48 | 20 | 2,400 | 1 606 | 1 422 | 1,129 |
| 3.   | Pinerolo         | 37 | 18 | 14 | 4  | 45 | 27 | 1,666 | 1 618 | 1 519 | 1,065 |
| 4.   | Marsala          | 33 | 18 | 12 | 6  | 39 | 28 | 1,392 | 1 528 | 1 485 | 1,028 |
| 5.   | Academy Sassuolo | 28 | 18 | 9  | 9  | 34 | 34 | 1,000 | 1 539 | 1 526 | 1,008 |
| 6.   | Futura Giovani   | 26 | 18 | 8  | 10 | 35 | 36 | 0,972 | 1 600 | 1 532 | 1,044 |
| 7.   | CUS Torino       | 18 | 18 | 6  | 12 | 25 | 44 | 0,568 | 1 456 | 1 612 | 0,903 |
| 8.   | Hermaea          | 18 | 18 | 5  | 13 | 29 | 43 | 0,674 | 1 559 | 1 640 | 0,950 |
| 9.   | Club Italia      | 16 | 18 | 5  | 13 | 25 | 42 | 0,595 | 1 449 | 1 565 | 0,925 |
| 10.  | Montale          | 6  | 18 | 2  | 16 | 19 | 52 | 0,365 | 1 480 | 1 661 | 0,891 |

      Qualificata alla pool promozione.
      Qualificata alla pool salvezza.

#### Pool promozione

##### Risultati
| Prima giornata |                             |     |                                  |
|                |                             |     |                                  |
| 02-05          | Cutrofiano - Roma Club      | 0-3 | 12-25, 23-25, 12-25              |
| 28-02          | Megavolley - Mondovì        | 3-0 | 28-26, 25-17, 25-19              |
| 14-04          | Pinerolo - Helvia Recina    | 1-3 | 19-25, 25-18, 15-25, 23-25       |
| 27-02          | Marsala - Adolfo Consolini  | 3-2 | 17-25, 22-25, 25-18, 25-16, 15-9 |
| 28-02          | Soverato - Academy Sassuolo | 3-1 | 25-17, 25-21, 12-25, 25-20       |

| Seconda giornata |                               |     |                                  |
|                  |                               |     |                                  |
| 07-03            | Roma Club - Soverato          | 3-0 | 25-22, 25-21, 25-22              |
| 07-03            | Adolfo Consolini - Pinerolo   | 3-2 | 32-30, 25-11, 25-27, 17-25, 15-9 |
| 07-03            | Helvia Recina - Marsala       | 3-1 | 25-21, 18-25, 25-22, 25-18       |
| 06-03            | Mondovì - Cutrofiano          | 3-0 | 32-30, 25-20, 25-17              |
| 07-03            | Academy Sassuolo - Megavolley | 3-1 | 25-18, 23-25, 25-21, 25-17       |

| Terza giornata |                               |     |                                   |
|                |                               |     |                                   |
| 07-05          | Adolfo Consolini - Roma Club  | 0-3 | 20-25, 20-25, 23-25               |
| 17-03          | Helvia Recina - Mondovì       | 3-2 | 25-23, 25-18, 29-31, 24-26, 16-14 |
| 07-04          | Soverato - Pinerolo           | 2-3 | 25-22, 28-30, 26-24, 22-25, 9-15  |
| 02-05          | Megavolley - Marsala          | 2-3 | 25-23, 25-13, 26-28, 17-25, 10-15 |
| 14-03          | Cutrofiano - Academy Sassuolo | 1-3 | 20-25, 17-25, 25-21, 22-25        |

| Quarta giornata |                                  |     |                                   |
|                 |                                  |     |                                   |
| 14-04           | Roma Club - Megavolley           | 3-0 | 27-25, 25-17, 25-20               |
| 01-05           | Mondovì - Adolfo Consolini       | 3-2 | 20-25, 25-19, 25-17, 20-25, 15-13 |
| 20-03           | Pinerolo - Cutrofiano            | 3-2 | 25-23, 23-25, 21-25, 25-21, 15-7  |
| 20-03           | Marsala - Soverato               | 3-0 | 25-21, 26-24, 28-26               |
| 02-05           | Academy Sassuolo - Helvia Recina | 3-1 | 25-13, 25-23, 25-27, 25-13        |

| Quinta giornata |                                     |     |                                  |
|                 |                                     |     |                                  |
| 21-03           | Helvia Recina - Roma Club           | 3-1 | 26-24, 25-14, 20-25, 25-13       |
| 24-03           | Soverato - Mondovì                  | 1-3 | 25-17, 21-25, 21-25, 22-25       |
| 21-04           | Megavolley - Pinerolo               | 3-2 | 25-19, 25-18, 28-30, 25-27, 15-3 |
| 15-04           | Cutrofiano - Marsala                | 3-1 | 25-22, 25-18, 17-25, 25-14       |
| 21-04           | Adolfo Consolini - Academy Sassuolo | 0-3 | 17-25, 22-25, 20-25              |

| Sesta giornata |                             |     |                                   |
|                |                             |     |                                   |
| 27-03          | Roma Club - Cutrofiano      | 3-0 | 25-18, 25-17, 25-22               |
| 28-04          | Mondovì - Megavolley        | 3-2 | 20-25, 19-25, 25-14, 25-18, 15-10 |
| 27-03          | Helvia Recina - Pinerolo    | 2-3 | 24-26, 25-23, 20-25, 25-21, 12-15 |
| 04-05          | Adolfo Consolini - Marsala  | 3-0 | 25-23, 25-15, 25-18               |
| 28-04          | Academy Sassuolo - Soverato | 0-3 | 23-25, 19-25, 19-25               |

| Settima giornata |                               |     |                                   |
|                  |                               |     |                                   |
| 03-04            | Soverato - Roma Club          | 0-3 | 23-25, 21-25, 21-25               |
| 29-04            | Pinerolo - Adolfo Consolini   | 3-0 | 25-19, 25-20, 25-20               |
| 31-03            | Marsala - Helvia Recina       | 3-2 | 20-25, 25-19, 22-25, 25-21, 15-12 |
| 05-04            | Cutrofiano - Mondovì          | 0-3 | 22-25, 11-25, 21-25               |
| 07-04            | Megavolley - Academy Sassuolo | 3-0 | 25-17, 25-21, 30-28               |

| Ottava giornata |                               |     |                            |
|                 |                               |     |                            |
| 10-04           | Roma Club - Adolfo Consolini  | 3-0 | 25-13, 25-19, 25-16        |
| 11-04           | Mondovì - Helvia Recina       | 1-3 | 25-27, 24-26, 25-20, 22-25 |
| 11-04           | Pinerolo - Soverato           | 1-3 | 13-25, 18-25, 26-24, 21-25 |
| 10-04           | Marsala - Megavolley          | 3-1 | 25-21, 25-21, 29-31, 25-23 |
| 11-04           | Academy Sassuolo - Cutrofiano | 3-0 | 25-17, 25-23, 25-20        |

| Nona giornata |                                  |     |                                   |
|               |                                  |     |                                   |
| 18-04         | Megavolley - Roma Club           | 3-0 | 25-20, 25-15, 25-15               |
| 18-04         | Adolfo Consolini - Mondovì       | 2-3 | 19-25, 25-23, 25-19, 19-25, 11-15 |
| 19-04         | Cutrofiano - Pinerolo            | 2-3 | 25-10, 20-25, 22-25, 25-23, 15-17 |
| 18-04         | Soverato - Marsala               | 3-0 | 25-22, 25-21, 25-20               |
| 17-04         | Helvia Recina - Academy Sassuolo | 3-0 | 27-25, 25-21, 25-20               |

| Decima giornata |                                     |     |                                   |
|                 |                                     |     |                                   |
| 25-04           | Roma Club - Helvia Recina           | 3-2 | 16-25, 25-21, 20-25, 25-16, 15-9  |
| 25-04           | Mondovì - Soverato                  | 3-0 | 25-22, 26-24, 25-22               |
| 25-04           | Pinerolo - Megavolley               | 3-2 | 25-20, 25-22, 23-25, 17-25, 15-10 |
| 25-04           | Marsala - Cutrofiano                | 3-0 | 25-20, 25-16, 25-21               |
| 25-04           | Academy Sassuolo - Adolfo Consolini | 3-0 | 25-12, 25-22, 25-22               |

##### Classifica
| Pos. | Squadra               | Pt | G  | V  | P  | SV | SP | Ratio | PF    | PS    | Ratio |
| ---- | --------------------- | -- | -- | -- | -- | -- | -- | ----- | ----- | ----- | ----- |
| 1.   | Roma Club             | 67 | 28 | 22 | 6  | 73 | 28 | 2,607 | 2 360 | 2 096 | 1,125 |
| 2.   | Mondovì               | 63 | 28 | 22 | 6  | 75 | 40 | 1,875 | 2 607 | 2 432 | 1,071 |
| 3.   | Megavolley (+5)       | 55 | 26 | 16 | 10 | 61 | 42 | 1,452 | 2 346 | 2 184 | 1,074 |
| 4.   | Helvia Recina (+4)    | 53 | 26 | 17 | 9  | 63 | 46 | 1,369 | 2 422 | 2 355 | 1,028 |
| 5.   | Pinerolo              | 52 | 28 | 20 | 8  | 69 | 49 | 1,408 | 2 592 | 2 528 | 1,025 |
| 6.   | Marsala               | 48 | 28 | 18 | 10 | 59 | 47 | 1,255 | 2 387 | 2 342 | 1,019 |
| 7.   | Academy Sassuolo      | 46 | 28 | 15 | 13 | 53 | 49 | 1,081 | 2 334 | 2 261 | 1,032 |
| 8.   | Soverato (+3)         | 43 | 26 | 14 | 12 | 50 | 46 | 1,086 | 2 135 | 2 109 | 1,012 |
| 9.   | Cutrofiano (+4)       | 42 | 26 | 12 | 14 | 47 | 52 | 0,903 | 2 158 | 2 193 | 0,894 |
| 10.  | Adolfo Consolini (+3) | 38 | 26 | 11 | 15 | 47 | 56 | 0,839 | 2 207 | 2 262 | 0,975 |

      Promossa in Serie A1.
      Qualificata ai play-off promozione.
Alle formazioni del girone est è stato attribuito un punteggio bonus in funzione del risultato della regular season.

#### Pool salvezza

##### Risultati
| Prima giornata |                                   |         |                            |
|                |                                   |         |                            |
| Riposa:        | Montale                           | Montale | Montale                    |
| 28-02          | Libertas Martignacco - CUS Torino | 3-1     | 25-22, 25-23, 19-25, 25-17 |
| 28-02          | Club Italia - Talmassons          | 3-1     | 25-21, 13-25, 25-21, 25-16 |
| 28-02          | Olimpia Teodora - Futura Giovani  | 1-3     | 22-25, 25-19, 14-25, 20-25 |
| 28-02          | Montecchio Maggiore - Hermaea     | 0-3     | 20-25, 13-25, 20-25        |

| Seconda giornata |                                      |             |                                  |
|                  |                                      |             |                                  |
| Riposa:          | Club Italia                          | Club Italia | Club Italia                      |
| 07-03            | Hermaea - Libertas Martignacco       | 3-1         | 22-25, 25-18, 25-17, 25-22       |
| 07-03            | CUS Torino - Olimpia Teodora         | 3-2         | 21-25, 25-15, 25-20, 21-25, 15-8 |
| 07-04            | Talmassons - Montale                 | 3-1         | 25-19, 33-31, 21-25, 25-19       |
| 07-03            | Futura Giovani - Montecchio Maggiore | 3-1         | 28-30, 25-21, 25-22, 25-20       |

| Terza giornata |                                       |            |                                   |
|                |                                       |            |                                   |
| Riposa:        | CUS Torino                            | CUS Torino | CUS Torino                        |
| 22-04          | Olimpia Teodora - Club Italia         | 3-2        | 25-21, 22-25, 25-17, 22-25, 16-14 |
| 12-04          | Talmassons - Hermaea                  | 3-0        | 25-16, 25-21, 25-23               |
| 14-03          | Libertas Martignacco - Futura Giovani | 3-0        | 25-21, 25-13, 25-17               |
| 14-03          | Montecchio Maggiore - Montale         | 3-1        | 23-25, 25-20, 25-21, 25-22        |

| Quarta giornata |                                   |                |                                   |
|                 |                                   |                |                                   |
| Riposa:         | Futura Giovani                    | Futura Giovani | Futura Giovani                    |
| 21-03           | Montale - Libertas Martignacco    | 3-2            | 25-23, 13-25, 25-18, 23-25, 15-7  |
| 21-03           | Hermaea - Olimpia Teodora         | 3-1            | 25-18, 21-25, 19-25, 20-25        |
| 17-04           | CUS Torino - Talmassons           | 3-0            | 27-25, 25-17, 25-20               |
| 17-04           | Club Italia - Montecchio Maggiore | 2-3            | 23-25, 22-25, 25-16, 29-27, 12-15 |

| Quinta giornata |                                    |         |                            |
|                 |                                    |         |                            |
| Riposa:         | Hermaea                            | Hermaea | Hermaea                    |
| 24-03           | Montecchio Maggiore - CUS Torino   | 0-3     | 19-25, 17-25, 23-25        |
| 24-03           | Olimpia Teodora - Montale          | 3-1     | 22-25, 25-17, 25-18, 25-23 |
| 31-03           | Talmassons - Futura Giovani        | 3-0     | 25-23, 25-22, 25-23        |
| 14-04           | Libertas Martignacco - Club Italia | 1-3     | 25-23, 18-25, 21-25, 23-25 |

| Sesta giornata |                                   |         |                                   |
|                |                                   |         |                                   |
| Riposa:        | Montale                           | Montale | Montale                           |
| 28-03          | CUS Torino - Libertas Martignacco | 1-3     | 23-25, 25-27, 25-23, 17-25        |
| 02-05          | Talmassons - Club Italia          | 2-3     | 19-25, 25-21, 19-25, 25-20, 13-15 |
| 28-03          | Futura Giovani - Olimpia Teodora  | 1-3     | 18-25, 22-25, 25-17, 27-29        |
| 27-03          | Hermaea - Montecchio Maggiore     | 3-0     | 25-20, 25-12, 25-22               |

| Settima giornata |                                      |             |                                   |
|                  |                                      |             |                                   |
| Riposa:          | Club Italia                          | Club Italia | Club Italia                       |
| 19-04            | Libertas Martignacco - Hermaea       | 2-3         | 25-15, 26-24, 21-25, 25-27, 13-15 |
| 04-04            | Olimpia Teodora - CUS Torino         | 3-0         | 25-19, 25-12, 42-40               |
| 03-04            | Montale - Talmassons                 | 1-3         | 25-22, 21-25, 21-25, 18-25        |
| 04-04            | Montecchio Maggiore - Futura Giovani | 3-1         | 15-25, 25-18, 26-24, 25-21        |

| Ottava giornata |                                       |            |                            |
|                 |                                       |            |                            |
| Riposa:         | CUS Torino                            | CUS Torino | CUS Torino                 |
| 11-04           | Club Italia - Olimpia Teodora         | 1-3        | 26-24, 21-25, 22-25, 17-25 |
| 11-04           | Hermaea - Talmassons                  | 0-3        | 28-30, 21-25, 22-25        |
| 11-04           | Futura Giovani - Libertas Martignacco | 3-1        | 25-21, 26-24, 23-25, 25-22 |
| 11-04           | Montale - Montecchio Maggiore         | 1-3        | 25-20, 21-25, 13-25, 22-25 |

| Nona giornata |                                   |                |                                   |
|               |                                   |                |                                   |
| Riposa:       | Futura Giovani                    | Futura Giovani | Futura Giovani                    |
| 18-04         | Libertas Martignacco - Montale    | 3-0            | 25-23, 25-23, 25-23               |
| 18-04         | Olimpia Teodora - Hermaea         | 1-3            | 22-25, 25-21, 25-27, 19-25        |
| 18-04         | Talmassons - CUS Torino           | 2-3            | 17-25, 19-25, 25-20, 25-23, 7-15  |
| 28-04         | Montecchio Maggiore - Club Italia | 2-3            | 25-22, 22-25, 25-23, 22-25, 12-15 |

| Decima giornata |                                    |         |                                   |
|                 |                                    |         |                                   |
| Riposa:         | Hermaea                            | Hermaea | Hermaea                           |
| 21-04           | CUS Torino - Montecchio Maggiore   | 3-2     | 17-25, 25-22, 25-19, 18-25, 20-18 |
| 25-04           | Montale - Olimpia Teodora          | 0-3     | 23-25, 21-25, 14-25               |
| 25-04           | Futura Giovani - Talmassons        | 3-1     | 24-26, 25-23, 25-15, 25-18        |
| 25-04           | Club Italia - Libertas Martignacco | 3-2     | 15-25, 25-20, 25-18, 14-25, 15-12 |

##### Classifica
| Pos. | Squadra              | Pt | G  | V  | P  | SV | SP | Ratio | PF    | PS    | Ratio |
| ---- | -------------------- | -- | -- | -- | -- | -- | -- | ----- | ----- | ----- | ----- |
| 1.   | Olimpia Teodora      | 46 | 26 | 15 | 11 | 57 | 46 | 1,239 | 2 316 | 2 240 | 1,033 |
| 2.   | Futura Giovani       | 38 | 26 | 12 | 14 | 49 | 52 | 0,942 | 2 294 | 2 207 | 1,039 |
| 3.   | Libertas Martignacco | 36 | 26 | 10 | 16 | 51 | 56 | 0,910 | 2 333 | 2 387 | 0,977 |
| 4.   | Hermaea              | 32 | 26 | 10 | 16 | 45 | 56 | 0,803 | 2 226 | 2 278 | 0,977 |
| 5.   | Talmassons           | 32 | 26 | 9  | 17 | 45 | 57 | 0,789 | 2 206 | 2 295 | 0,961 |
| 6.   | CUS Torino           | 30 | 26 | 11 | 15 | 42 | 59 | 0,711 | 2 176 | 2 314 | 0,940 |
| 7.   | Club Italia          | 30 | 26 | 10 | 16 | 45 | 59 | 0,762 | 2 244 | 2 359 | 0,951 |
| 8.   | Montecchio Maggiore  | 16 | 26 | 5  | 21 | 27 | 70 | 0,385 | 2 054 | 2 294 | 0,895 |
| 9.   | Montale              | 8  | 26 | 3  | 23 | 27 | 75 | 0,360 | 2 139 | 2 400 | 0,891 |

      Qualificata ai play-off promozione.
      Retrocessa in Serie B1.

### Play-off promozione

#### Tabellone
|  | Quarti di finale | Quarti di finale | Quarti di finale | Quarti di finale |  |     | Semifinali       | Semifinali | Semifinali | Semifinali | Semifinali |  |   | Finale   | Finale     | Finale | Finale | Finale |
|  |                  |                  |                  |                  |  |     |                  |            |            |            |            |  |   |          |            |        |        |        |
|  | 2                | Mondovì          | 0                | 3                |  |     |                  |            |            |            |            |  |   |          |            |        |        |        |
|  | 2                | Mondovì          | 0                | 3                |  |     |                  |            |            |            |            |  |   |          |            |        |        |        |
|  | 1PS              | Olimpia Teodora  | 3                | 1                |  |     |                  |            |            |            |            |  |   |          |            |        |        |        |
|  | 1PS              | Olimpia Teodora  | 3                | 1                |  | 1PS | Olimpia Teodora  | 2          | 1          |            |            |  |   |          |            |        |        |        |
|  |                  |                  |                  |                  |  | 1PS | Olimpia Teodora  | 2          | 1          |            |            |  |   |          |            |        |        |        |
|  |                  |                  |                  |                  |  |     | 5                | Pinerolo   | 3          | 3          |            |  |   |          |            |        |        |        |
|  | 5                | Pinerolo         | 1                | 3                |  |     | 5                | Pinerolo   | 3          | 3          |            |  |   |          |            |        |        |        |
|  | 5                | Pinerolo         | 1                | 3                |  |     |                  |            |            |            |            |  |   |          |            |        |        |        |
|  | 6                | Marsala          | 3                | 0                |  |     |                  |            |            |            |            |  |   |          |            |        |        |        |
|  | 6                | Marsala          | 3                | 0                |  |     |                  |            |            |            |            |  | 5 | Pinerolo | 1          | 1      |        |        |
|  |                  |                  |                  |                  |  |     |                  |            |            |            |            |  | 5 | Pinerolo | 1          | 1      |        |        |
|  |                  |                  |                  |                  |  |     |                  |            |            |            |            |  |   | 3        | Megavolley | 3      | 3      |        |
|  | 4                | Helvia Recina    | 3                | 2                |  |     |                  |            |            |            |            |  |   | 3        | Megavolley | 3      | 3      |        |
|  | 4                | Helvia Recina    | 3                | 2                |  |     |                  |            |            |            |            |  |   |          |            |        |        |        |
|  | 7                | Academy Sassuolo | 2                | 3                |  |     |                  |            |            |            |            |  |   |          |            |        |        |        |
|  | 7                | Academy Sassuolo | 2                | 3                |  | 7   | Academy Sassuolo | 3          | 1          | 0          |            |  |   |          |            |        |        |        |
|  |                  |                  |                  |                  |  | 7   | Academy Sassuolo | 3          | 1          | 0          |            |  |   |          |            |        |        |        |
|  |                  |                  |                  |                  |  |     | 3                | Megavolley | 1          | 3          | 3          |  |   |          |            |        |        |        |
|  | 3                | Megavolley       | 3                | 3                |  |     | 3                | Megavolley | 1          | 3          | 3          |  |   |          |            |        |        |        |
|  | 3                | Megavolley       | 3                | 3                |  |     |                  |            |            |            |            |  |   |          |            |        |        |        |
|  | 8                | Soverato         | 1                | 2                |  |     |                  |            |            |            |            |  |   |          |            |        |        |        |
|  | 8                | Soverato         | 1                | 2                |  |     |                  |            |            |            |            |  |   |          |            |        |        |        |

#### Quarti di finale
| Andata |                                  |     |                                  |
|        |                                  |     |                                  |
| 12-05  | Olimpia Teodora - Mondovì        | 3-0 | 25-22, 25-21, 25-19              |
| 12-05  | Marsala - Pinerolo               | 3-1 | 9-25, 25-20, 27-25, 25-18        |
| 12-05  | Soverato - Megavolley            | 1-3 | 17-25, 19-25, 25-16, 23-25       |
| 12-05  | Academy Sassuolo - Helvia Recina | 2-3 | 21-25, 25-19, 24-26, 25-19, 8-15 |

| Ritorno |                                  |     |                                              |
|         |                                  |     |                                              |
| 16-05   | Mondovì - Olimpia Teodora        | 3-1 | 25-19, 15-25, 25-19, 25-18; GS: 13-15        |
| 15-05   | Pinerolo - Marsala               | 3-0 | 25-18, 25-20, 25-14; GS: 15-13               |
| 16-05   | Megavolley - Soverato            | 3-2 | 25-21, 17-25, 25-20, 19-25, 15-13            |
| 16-05   | Helvia Recina - Academy Sassuolo | 2-3 | 22-25, 26-24, 25-21, 20-25, 15-17; GS: 13-15 |

#### Semifinali
| Gara 1 |                               |     |                                   |
|        |                               |     |                                   |
| 19-05  | Olimpia Teodora - Pinerolo    | 2-3 | 25-22, 28-30, 21-25, 25-16, 10-15 |
| 19-05  | Academy Sassuolo - Megavolley | 3-1 | 27-25, 25-18, 20-25, 27-25        |

| Gara 2 |                               |     |                            |
|        |                               |     |                            |
| 22-05  | Pinerolo - Olimpia Teodora    | 3-1 | 19-25, 25-20, 25-21, 28-26 |
| 22-05  | Megavolley - Academy Sassuolo | 3-1 | 25-19, 23-25, 25-18, 25-20 |

| Gara 3 |                               |     |                     |
|        |                               |     |                     |
| 23-05  | Megavolley - Academy Sassuolo | 3-0 | 25-23, 25-22, 25-21 |

#### Finale
| Gara 1 |                       |     |                            |
|        |                       |     |                            |
| 26-05  | Pinerolo - Megavolley | 1-3 | 28-26, 16-25, 19-25, 22-25 |

| Gara 2 |                       |     |                            |
|        |                       |     |                            |
| 29-05  | Megavolley - Pinerolo | 3-1 | 25-27, 25-19, 27-25, 25-18 |

## Statistiche
| Rendimento individuale | Rendimento individuale | Rendimento individuale | Rendimento individuale |
| Pos.                   | Nome                   | Punti                  | Squadra                |
| ---------------------- | ---------------------- | ---------------------- | ---------------------- |
| 1                      | Ekaterina Antropova    | 790                    | Academy Sassuolo       |
| 2                      | Valentina Zago         | 733                    | Pinerolo               |
| 3                      | Alice Pamio            | 702                    | Megavolley             |
| 4                      | Aleksandra Lipska      | 594                    | Helvia Recina          |
| 5                      | Rebecca Piva           | 542                    | Olimpia Teodora        |
| 6                      | Veronica Taborelli     | 487                    | Mondovì                |
| 7                      | Mikayla Shields        | 476                    | Soverato               |
| 8                      | Lucia Bacchi           | 468                    | Megavolley             |
| 9                      | Lauryn McCall-Ginnis   | 443                    | Marsala                |
| 10                     | Yasmina Akrari         | 439                    | Pinerolo               |